# Die Götter Griechenlandes
Die Götter Griechenlandes ist ein Gedicht von Friedrich Schiller aus dem Jahr 1788. Es wurde zuerst in Wielands Teutschem Merkur veröffentlicht. Eine zweite Fassung veröffentlichte Schiller 1800 in Zusammenarbeit mit Goethe, ausgehend von der Kritik des Dichters Friedrich Leopold Graf zu Stolberg. Die zweite Fassung erschien 1804 und 1805 im ersten Teil seiner Gedichte, die frühere Fassung fügte er dann im zweiten Teil hinzu mit der Unterzeile Für die Freunde der ersten Ausgabe abgedruckt.

## Inhalt
Das Gedicht beschreibt die Lebens- und Naturauffassung der als glückliches und harmonisches Zeitalter charakterisierten Antike und schildert im Gegenzug dazu das christliche Zeitalter als ein Stadium des Verlusts, der Freudlosigkeit, der Entfremdung und Entzweiung. Ursächlich hierfür ist für Schiller die Ablösung der Vielfalt der antiken Götterwelt, die Natur und menschliche Lebenswelt durchwirkt hatte, durch einen einzigen, vergleichsweise abstrakten und fernen christlichen Gott: „Da die Götter menschlicher noch waren, / waren Menschen göttlicher.“ (Vers 191f.) Nur in der Dichtung lebe das Ideal der antiken Welt weiter fort: „Was unsterblich im Gesang soll leben, / muss im Leben untergehn“ (letzte Verse der zweiten Fassung). Das Gedicht gilt als wichtiges Beispiel der Antikenbegeisterung in der deutschen Geistesgeschichte.

## Form
Das Gedicht besteht aus 25 Strophen zu acht Versen mit fünf- bzw. – im Fall der Schlussverse – vierhebigen Trochäen. Genau die Hälfte des Gedichts gilt der Schilderung der idyllischen Antike, die in der Mitte der 13. Strophe abbricht:
Wohin tret ich? Diese traurige Stille

kündigt sie mir meinen Schöpfer an?

Finster, wie er selbst, ist seine Hülle,

Mein Entsagen – was ihn feiern kann. (V. 101–104)

## Rezeption
Schon kurz nach der Veröffentlichung wurde das Gedicht als Angriff auf das Christentum kritisiert, besonders vehement von Friedrich Leopold Graf zu Stolberg. In Heinrich Christian Boies Zeitschrift Deutsches Museum schrieb er im August 1788: „Ein Geist aber, welcher die Tugend verächtlich zu machen sucht, ist kein guter Geist. Ich sehe wohl das poetische Verdienst dieses Gedichtes ein, aber der wahren Poesie letzter Zweck ist nicht sie selbst.“
Er hat Schiller genügend beeindruckt, um diesen zu einer drastischen Umarbeitung des Gedichtes anzuregen, an der auch Johann Wolfgang von Goethe beteiligt war. Stolberg löste mit seiner Kritik generell eine Debatte über Kunst, Antike und Religion in der Dichtung aus, an der sich auch Georg Forster, Theodor Körner und August Wilhelm Schlegel beteiligen.